# Nefoscopio

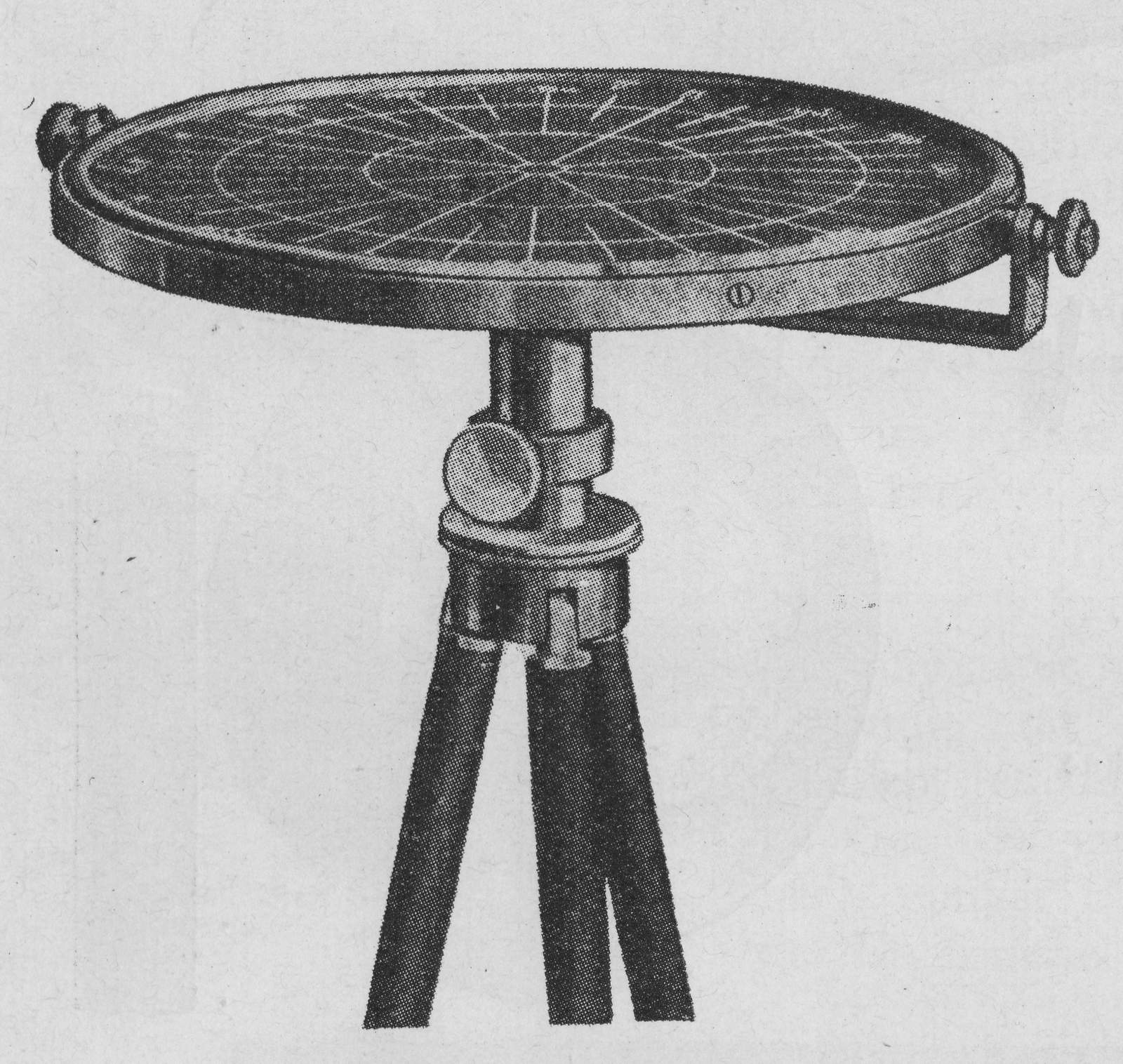
Nefoscopio del 1905

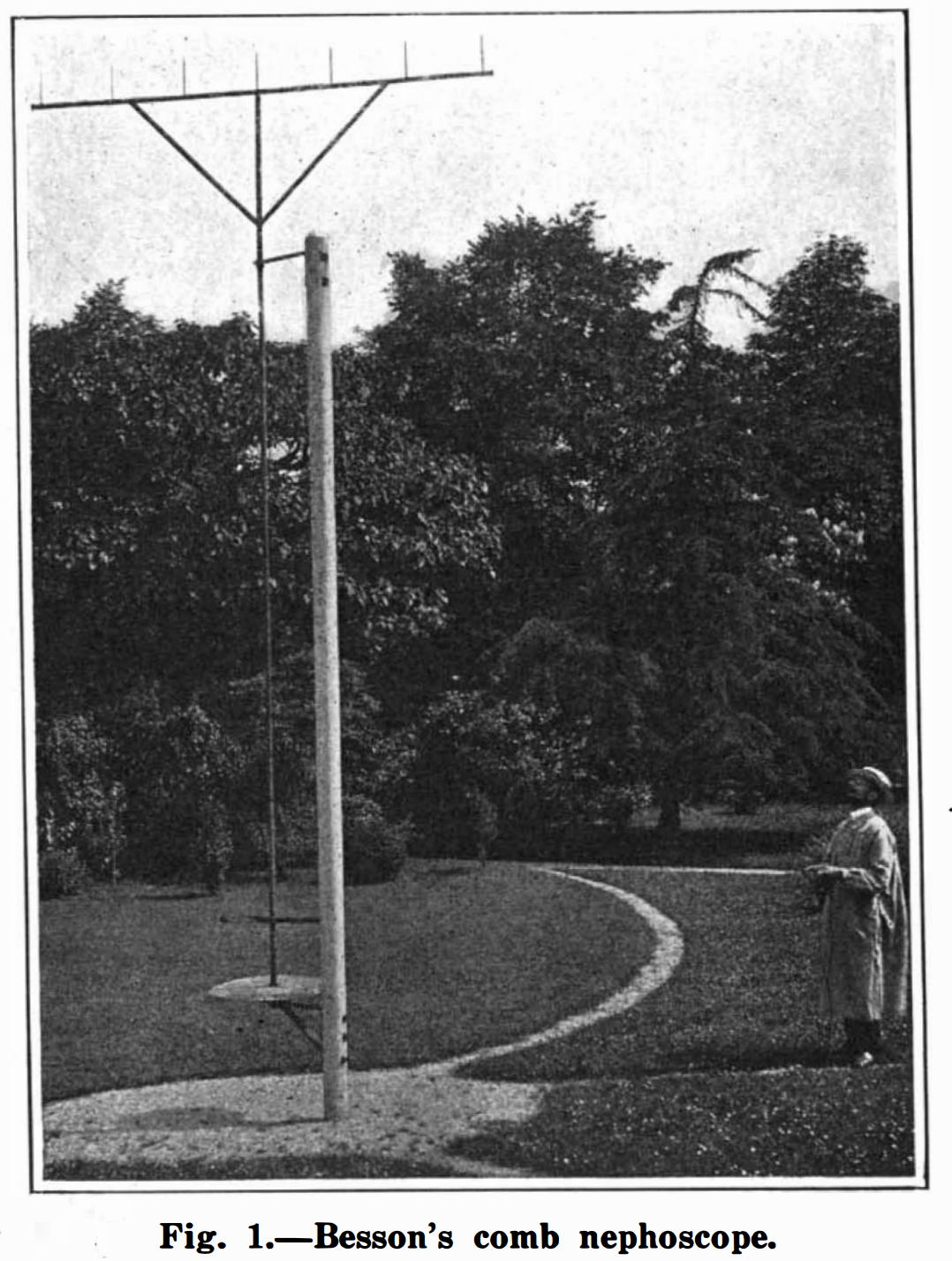
Nefoscopio a rastrello di Louis Besson

Il nefoscopio è uno strumento usato in meteorologia per misurare la direzione e la velocità apparente di spostamento delle nuvole. Fu inventato da Filippo Cecchi nel 1859.

## Descrizione
Nella versione di Cecchi, lo strumento è costituito da un disco di metallo sul cui bordo è riportata la rosa dei venti; al centro del disco è posizionato uno specchio circolare girevole. Il disco con lo specchio poggia su tre viti girevoli. Sul bordo esterno del disco si trova una piccola asta per puntare le nuvole; l'asta è dotata di un cerchio graduato per la misurazione del suo spostamento in altezza.
Successivamente sono stati costruiti altri modelli di nefoscopio: nel 1865 dall'astronomo gesuita Carl Braun, nel 1889 dal meteorologo svedese Carl Gottfrid Fineman, nel 1894 dal meteorologo russo Michail Pomorcev e nel 1897 dal meteorologo francese Louis Besson.
Nella versione di Besson l'apparecchio, detto nefoscopio a rastrello, è invece costituito da un'asta verticale che porta in cima un'asse orizzontale con alcune punte verticali (di solito sette). Questo tipo di nefoscopio è alto più di tre metri ed è impiantato su un terreno pianeggiante. Dal nefoscopio di Besson, il meteorologo Antonino Lo Surdo ha ricavato nel 1912 uno strumento dieci volte più piccolo e trasportabile per osservazioni meteorologiche in campagna.

## Funzionamento
Prendendo come riferimento una direzione fissa, si osservano i movimenti delle nubi riflesse sullo specchio, segnandone la posizione ad intervalli di tempo fissi; in questo modo si può rilevare la direzione del movimento delle nubi e calcolarne la velocità apparente, cosa che permette di dedurre informazioni sul comportamento dei venti ad alta quota. Il nefoscopio permette anche di misurare la copertura nuvolosa del cielo, dividendolo in ottavi di cielo coperto; se la copertura è pari a 8/8 il cielo si dice coperto, se è compresa fra 6/8 e 4/8 si dice nuvoloso, se è pari a 2/8 parzialmente nuvoloso, se invece è 0/8 il cielo si dice limpido. 
Nel nefoscopio di Besson, il rastrello orizzontale è girevole e viene fatto ruotare dall'osservatore tramite cordicelle per renderlo parallelo al movimento della nube; un indice posto su una rosa dei venti indica la direzione verso cui è stato spostato il rastrello. Per osservare le nubi prossime allo zenit si usa uno specchio inclinato.
Oggi il nefoscopio è caduto in disuso, sostituito da altri strumenti; per misurare la copertura del cielo si usa il nefoipsometro, mentre la direzione e la velocità di spostamento delle nubi si misura con il radar meteorologico.